# Etoy (gemeente)
Etoy is een gemeente en plaats in het Zwitserse kanton Vaud, en maakt deel uit van het district Morges.
Etoy telt 2448 inwoners.